# École de Provence
L'École de Provence est un établissement d'enseignement fondé par les jésuites à Marseille en 1873. Cette institution comprend les trois niveaux d'enseignement : primaire, collège et lycée. L'établissement, organisé avec un statut d'association loi de 1901 sous contrat d’association avec l’État, scolarise à peu près 1600 élèves.

## Histoire
Ce n'est qu'en 1727 que les jésuites établirent un premier collège à Marseille, à la demande de l’évêque de Marseille, Monseigneur de Belsunce. 
Il fut fermé avec la dissolution de l'ordre en France en 1773[réf. souhaitée].
Après la fin des tourmentes politiques, le 13 octobre 1873, les pères jésuites ouvraient un nouveau collège rue Thubaneau appelé Externat Saint-Ignace. Deux ans plus tard, il comptait une centaine d'élèves, ayant déménagé rue Saint-Sébastien. À nouveau fermé avec les lois contre les congrégations du ministère Combes, puis rouvrant modestement en 1909, la Première Guerre mondiale déstabilisa profondément l'établissement.
En 1921, la nouvelle École de Provence s'établit sur son site actuel, rue Émile-Sicard, dans le quartier de Saint-Giniez. Elle prend alors son essor et fête son centenaire en 2021.

## Classement du lycée
En 2017, le lycée se classe 1er sur 76 au niveau départemental pour la qualité d'enseignement, et 18e au niveau national. 
Le classement s'établit sur trois critères cumulatifs, et non alternatifs 
- le taux de réussite au bac
- la proportion d'élèves de première qui obtient le baccalauréat en ayant fait les deux dernières années de leur scolarité dans l'établissement
- et la valeur ajoutée (calculée à partir de l'origine sociale des élèves, de leur âge et de leurs résultats au diplôme national du brevet)[3].

## Organisation
Provence est l'un des quatre établissements sous tutelle jésuite dans le Sud de la France avec le lycée Saint-Joseph de Tivoli à Bordeaux, Le Caousou de Toulouse et Saint-Joseph d’Avignon.

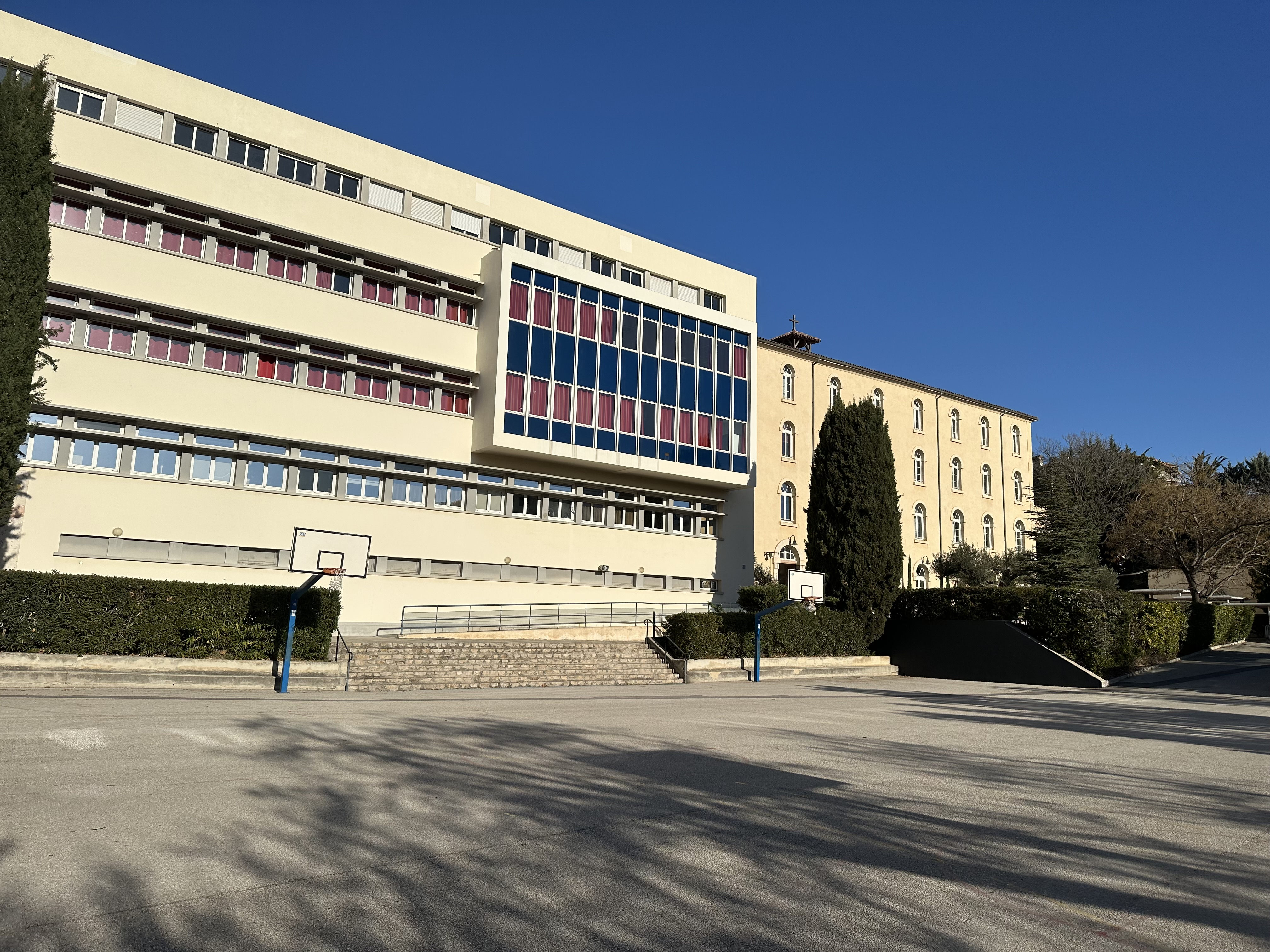
Cour de l’école de Provence

## Anciens élèves
- Gilles Antonowicz
- Olivier Coussy
- Sébastien Japrisot
- Patrice Laffont
- Francis Lalanne
- Michel Orcel
- Jean-François Revel
- Dominique Sorrente
- Robert Faurisson
- Stéphane Bancel
- Renaud Muselier
- Norbert Rouland
- Jean Marie Casseli
- Bernard Casseli